# Zona fasciculada

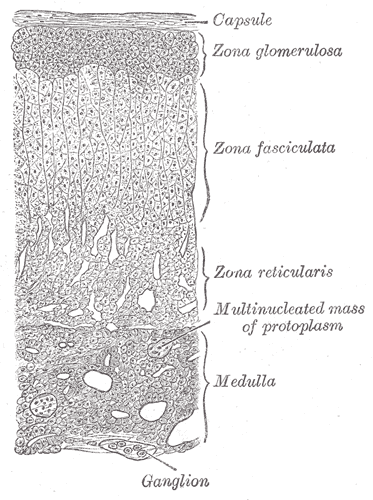
Seção do parênquima adrenal (cortical e medular) humano

A zona fasciculada constitui a zona central do córtex adrenal, situando-se-se diretamente abaixo da zona glomerulosa. As células constituintes são organizadas em feixes ou "fascículos".